# Nejvyšší pokladník
Nejvyšší pokladník neboli nejvyšší šacmistr (německy Oberst-Schatzmeister, latinsky summus thesaurarius) byl dvorský úřad.

## Svatá říše římská
Od Vestfálského míru v roce 1648 zastával úřad arcipokladníka (Erz-Schatzmeister, Archithesaurarius) kurfiřt falckrabě rýnský, od roku 1777 kurfiřt hannoverský.
Úřad říšského dědičného pokladníka byl v roce 1648 od kurfiřta dědičně propůjčen hrabatům, od roku 1803 knížatům ze Sinzendorfu.

## České království
Milan Buben tento úřad označuje jako nejvyšší komorník. V Českém království byl ustanoven až před korunovací Karla VI. na českého krále v roce 1723, úřad tehdy zastával Jan Josef z Vrtby. Vrtbové vymřeli v roce 1830. Od roku 1834 zastávala dědičný úřad knížata z Lobkowicz z roudnické primogenitury.
Odznakem úřadu byla torba. Úřad se uplatnil především při korunovacích nebo holdování stavů panovníkovi. Během korunovace rozhazoval lidem mince.
- 1723–1737 Jan Josef z Vrtby[1] (1669 – 14. 9. 1737 nebo 1734), zastával také úřad nejvyššího purkrabího (1712–1734)
  - protože byl i zemským úředníkem, na korunovaci Karla VI. v roce 1723 ho jako nejvyššího pokladníka zastoupil jeho bratr František Václav z Vrtby[5]
- 1737–1750 František Václav z Vrtby starší (1671 – 20. 9. 1750) nebo František Václav mladší (1725–1762)?
  - úřad zastával při korunovaci Marie Terezie v roce 1743
- 1750–1782 Jan Josef z Vrtby (1713 – 7. 6. 1782)
- 1782–1830 František Josef z Vrtby (1759 nebo 1765 Praha – 27. 8. 1830 Křimice)
- 1830–1834 neobsazen
- 1834–1868 Ferdinand Josef Jan z Lobkowicz (13. 4. 1797 Hollabrunn – 18. 12. 1868 Vídeň), 8. kníže
  - úřad zastával při korunovaci Ferdinanda V. v roce 1836[6]
- 1868–1903 Mořic z Lobkowicz (1831–1903), 9. kníže
- 1903–1918 Ferdinand Zdeněk z Lobkowicz (1858–1938), 10. kníže